# 小美濃たつや
小美濃 たつや（おみの たつや、本名：小美濃 龍彌（おみの たつや）は、日本の俳優、事業主。
自主映像制作オミプロ代表。東京都武蔵野市出身。

## 来歴・人物
東京アナウンス学院出身。学生時代より自主映画と演劇に触れ卒業後、奥村公延に師事。奥村より「自分に生涯付いてくるよりも自分の映像団体を続けなさい」と指導を受け、自主制作映像オミプロの代表となり、以後 YouTubeを中心にWEBドラマを制作・出演している。

## 出演

### YouTube
- 太陽機甲サンブレイバー（2020年、オミプロ） - 禅哲也
- サンブレイバー:Ｒステイト（2021年、オミプロ） - 禅哲也艦長
- Ｒステイトネイビー（2022年、オミプロ） - 禅哲也艦長
- ナイトバウンサー（2023年、オミプロ） - 七海丈馬(ダッド)
- 超装ジョシュナンダー（2024年、オミプロ） - 風戸隆(ジョシュナンダー)
- 超装ジョシュナンダー37（2025年、オミプロ） - 風戸隆(ジョシュナンダー37)
- フジタの出演料はいくら?当時フジタより裕福な同年代オミプロ代表のギャラ代わりお宝レトロゲーム開封!（2025年、channel fujita) - 本人出演
- 【完結編】箱ピシ貴重ファミコン大量発掘! フジタのギャラ○○万円超え! お宝レトロゲーム開封! （2025年、channel fujita) - 本人出演
- ファイアード刑事（2025年、オミプロ） - 北村孝之捜査課長
- ＭＳＴ科学捜査線（2025年、オミプロ） - ？